# Himmelberg
Himmelberg (en slovène : Sokovo) est une commune autrichienne du district de Feldkirchen, en Carinthie.

## Toponymie
Le nom Himmelberg signifie en allemand « montagne du ciel ».

## Géographie

### Situation
La commune de Himmelberg se trouve au nord-ouest de la ville de Feldkirchen. Elle est située à 672 mètres d'altitude.

### Démographie
La commune de Himmelberg rassemble 2 354 habitants (densité de population : 41 hab./km2).

## Histoire

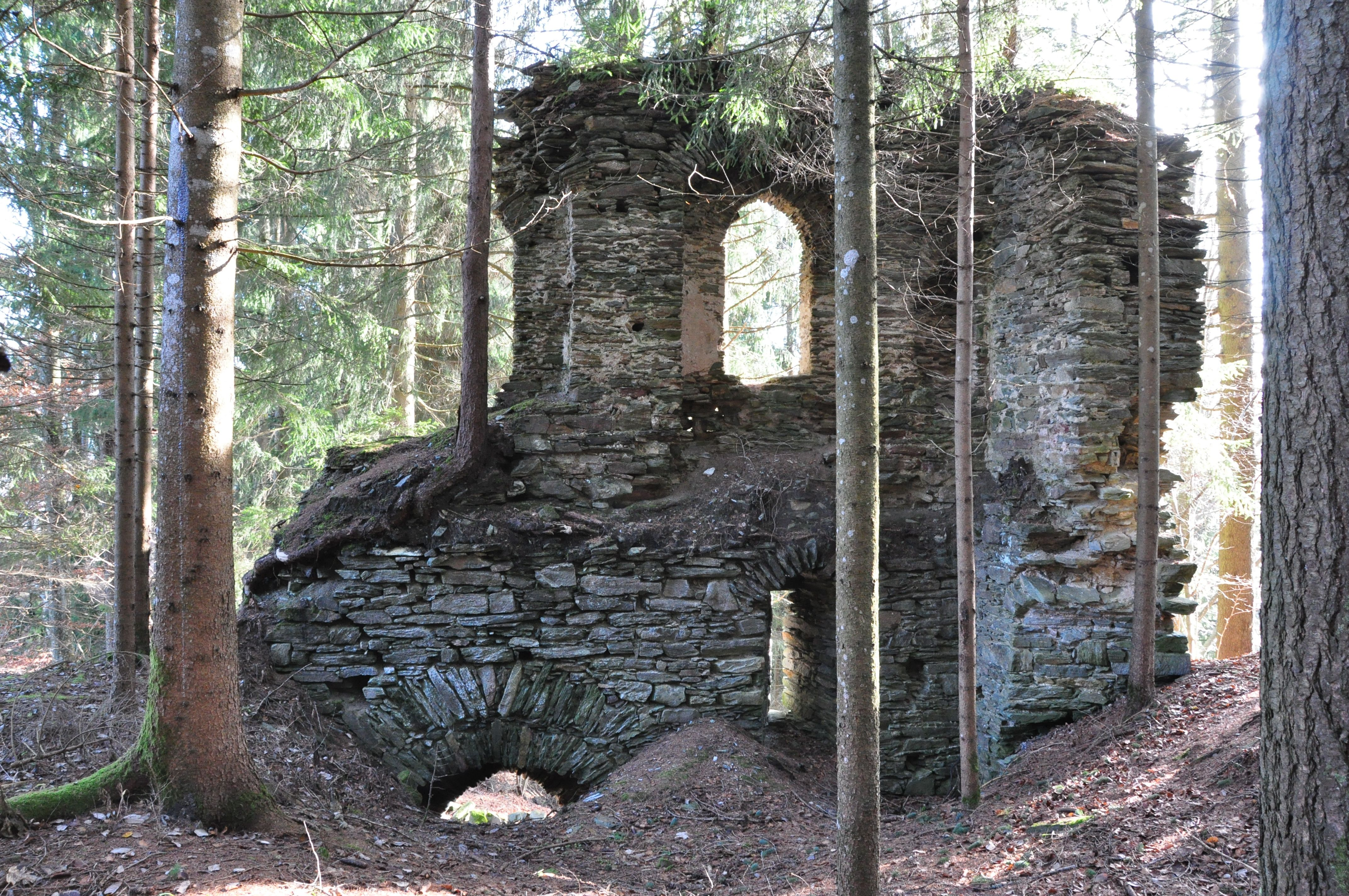
Ruines du château de Himmelberg.

L'église paroissiale Saint-Martin à Sulca fut mentionnée pour la première fois en 1065. À ce temps, le domaine faisait partie des biens personnels de la dynastie d'Eppenstein, ducs de Carinthie à partir de 1073. Le château de Himmelberg est construit vers le XIIe siècle au-dessus du village ; un seigneur  Zachäus von Himmelberg est  évoqué par le poète Ulrich von Liechtenstein vers 1255.
Au XVIe siècle, la vallée devint l'un des centres de l'industrie sidérurgique dans le duché de Carinthie, notamment pour la production des faux.

## Jumelages
La commune de Himmelberg est jumelée avec :
- Chiusaforte (Italie) depuis 1996
- Bad Saulgau (Allemagne) depuis 2005